# Chase Jackson
Chase Foster Ealey, coniugata Jackson (Springfield, 20 luglio 1994), è una pesista statunitense, campionessa mondiale a Oregon 2022 e Budapest 2023.
In carriera ha vinto inoltre due medaglie mondiali indoor (argento a Belgrado 2022, bronzo a Glasgow 2024) ed un bronzo ai campionati panamericani juniores 2013.

## Palmarès
| Anno | Manifestazione  | Sede     | Evento         | Risultato | Prestazione | Note                                     |
| ---- | --------------- | -------- | -------------- | --------- | ----------- | ---------------------------------------- |
| 2022 | Mondiali indoor | Belgrado | Getto del peso | Argento   | 20,21 m     | Record nord-centroamericano              |
| 2022 | Mondiali        | Eugene   | Getto del peso | Oro       | 20,49 m     |                                          |
| 2023 | Mondiali        | Budapest | Getto del peso | Oro       | 20,43 m     | Miglior prestazione personale stagionale |
| 2024 | Mondiali indoor | Glasgow  | Getto del peso | Bronzo    | 19,67 m     |                                          |
| 2024 | Giochi olimpici | Parigi   | Getto del peso | 17ª (q)   | 17,60 m     |                                          |
| 2025 | Mondiali indoor | Nanchino | Getto del peso | Bronzo    | 20,06 m     |                                          |

## Altre competizioni internazionali
2022
- Vincitrice della Diamond League nella specialità del getto del peso

2023
- Vincitrice della Diamond League nella specialità del getto del peso